# Внеуличный транспорт
Внеу́личный тра́нспорт — технологический комплекс, состоящий из подвижного состава и объектов инфраструктуры, который обеспечивает перевозку пассажиров и провоз ручной клади.
Юридически понятие внеуличного транспорта в России закреплено в Федеральном законе от 29 декабря 2017 г. № 442-ФЗ «О внеуличном транспорте и о внесении изменений в отдельные законодательные акты Российской Федерации».
К внеуличному транспорту относятся:
- метрополитен;
- монорельсовый транспорт;
- подвесная канатная транспортная дорога;
- транспортный фуникулёр.